# チャヴォグラヴェ
チャヴォグラヴェ（クロアチア語:Čavoglave）は、クロアチア、ダルマチア地方の村。シベニク＝クニン郡のルジチ基礎自治体（Ružić）に属する。住民のほぼすべてがクロアチア人である。クニンおよびスプリトから50キロメートル程度。チコラ川の源流がある。
ごく小規模な村落であるが、愛国主義のロック・バンド、トンプソンのリーダーであるマルコ・ペルコヴィッチ（Marko Perković）の出身地として知られる。クロアチア紛争中、トンプソンはチャヴォグラヴェを守るクロアチア兵士たちについて歌った楽曲「Bojna Čavoglave」（チャヴォグラヴェ大隊）を製作し、チャヴォグラヴェの名はクロアチア中に知られるようになった。
トンプソンは「勝利と祖国への感謝の日」（en、クロアチア紛争において、アンテ・ゴトヴィナが率いた嵐作戦によって、クライナ・セルビア人共和国がクロアチア軍に制圧された日。8月5日）に毎年コンサートを行っている。2006年のコンサートには、マルコ・ペルコヴィッチはマテ・ブリッチ（Mate Bulić）、ティホ・オルリッチ（Tiho Orlić）、ドラジェン・ゼチッチ（Dražen Zečić）、イヴァン・ミクリッチ（Ivan Mikulić）、バルニ（Baruni）とともに6万人の観客の前に立った。2007年には、ドラジェン・ゼリッチ、マテ・ブリッチとラッパーのショーティ（Shorty）とともに5万人の観客の前に立った。2008年のコンサートでは、記録的な10万人の観客を集めている。